# Paradisier républicain
Diphyllodes respublica
Espèce
Synonymes
- Lophorina respublica (protonyme)
- Cicinnurus respublica

Statut de conservation UICN

 NT  : Quasi menacé
Statut CITES
Le Paradisier républicain (Diphyllodes respublica) est une espèce d'oiseaux de la famille des Paradisaeidae.

## Distribution
Cet oiseau peuple les Îles Waigeo et Batanta au large du Vogelkop mais est absent de Salawati.

## Dénomination
Charles-Lucien Bonaparte avait nommé ce taxon Lophorina respublica. Neveu de Napoléon Bonaparte, il était un naturaliste très apprécié et John Gould lui avait même dédié un de ses ouvrages. Ayant vécu aux États-Unis, il avait des opinions républicaines et l’habitude des zoologistes de l’époque d’attribuer des noms royaux ou nobles aux espèces remarquables nouvellement découvertes l’irritait profondément. Afin d’affirmer ses convictions, il choisit de dénommer cette espèce respublica pour honorer la république et non la royauté, car comme il disait : « S’il n’y a pas de république paradisiaque, qu’il y ait au moins un paradisier républicain ! » (Ottaviani 2012).

## Habitat
Son habitat de prédilection est la forêt de colline vers 300 m d’altitude, plus rarement la forêt pluviale de basse altitude et la forêt de moyenne montagne. Les aires de parade se situent dans une petite clairière du sous-bois créée par la chute d’un arbre ou un glissement de terrain (Frith & Frith 2009).

## Alimentation
Elle consiste en fruits et en arthropodes (Frith & Frith 2009).

## Parade nuptiale
La parade nuptiale comporte des postures statiques et une danse avec exhibition de la collerette, du plastron, des rectrices ornementales et mise en valeur des dessins de la tête et de l’intérieur de la bouche. Le mâle répond d’abord à une femelle en se figeant sur place à la base du baliveau puis il monte un peu et déploie son plastron pectoral en éventail tout en redressant sa queue et ses rectrices ornementales. D’autres postures sont similaires à celles du diphyllode magnifique mais la parade n’est pas décrite dans sa totalité (Frith & Frith 2009).
Ottaviani (2012) a décrit une séquence vidéo, du site Cornell Lab of ornithology, tournée en novembre 2004 sur l’île Batanta par Edwin Scholes. Elle met en scène un mâle en présence de trois femelles. Le mâle vient se percher au pied du baliveau central ce qui occasionne immédiatement une envolée des femelles vers lui mais sans rivalité entre elles. L’une d’elles s’agrippe au baliveau et descend, tête en bas, vers le mâle. Il déploie alors son plastron en V et agite ses rectrices ornementales puis il ouvre le bec pour exhiber l’intérieur jaune vif. Immédiatement après, il déploie son plastron en un disque semi-circulaire iridescent, monte et descend légèrement le long du baliveau en émettant de doux cris. Cette scène est intéressante car elle suggère comment se passe la sélection sexuelle. Le mâle déploie toute son ardeur à mettre en valeur les ornements de son plumage et à démontrer ses qualités physiques tandis que les femelles se présentent dans l’arène afin d’apprécier les qualités de ce prétendant et éventuellement le sélectionner.

## Nidification
Elle est totalement inconnue.

## Statut, conservation
L’espèce est répertoriée en « presque menacée » en raison de sa distribution restreinte et sa petite population suspectée en déclin du fait de la dégradation de son habitat. La chasse pour les plumes ornementales peut constituer une menace supplémentaire. En matière de mesures en cours, le Pulau Waigeo nature reserve, instauré dans les années 1980 couvre un large territoire de 1 530 km2 mais il pourrait être réduit de façon substantielle. Pour les mesures à prendre, BirdLife préconise une étude de terrain afin de préciser la distribution, l’abondance, la tolérance aux dégradations, les menaces dont, notamment, la perte de l’habitat dans la réserve naturelle de Pulau Waigeo (BirdLife International 2011).